# Kirsty Balfour
Kirsty Balfour (ur. 21 lutego 1984 r. w Edynburgu) – brytyjska pływaczka, specjalizująca się w stylu klasycznym, medalistka mistrzostw Świata i Europy.
7 grudnia 2008 r. zdecydowała się zakończyć karierę pływacką.